# مجموعة الشعالي
مجموعة الشعالي والمعروفة أيضا بمجموعة شركات ومؤسسات الشعالي وتتخذ من حرفي "AS" شعارا لها مرادفا لاسم الموسسة. مقرها الرئيسي في إمارة عجمان من دولة الإمارات العربية المتحدة وتعمل دوليا من خلال أفرع تعمل كمقرات إقليمية لها في مدينة ماليه في جمهورية المالديف الإسلامية - كالمقر الإقليمي لقارة آسيا ومدينة الغردقة في جمهورية مصر العربية كالمقر الإقليمي لأفريقيا ، ومدينة خنت (بالهولندية Gent، بالفرنسية Gand) في بلجيكا كالمقر الإقليمي الأوروبي وواشنطن دي سي في الولايات المتحدة الأمريكية كالمقر الإقليمي لأمريكا الشمالية.
تأسس أول فرع في المجموعة في الثمانينات كمحل لبيع مستلزمات الصيد والإكسسوارات البحرية، وتطور العمل من تجارة إلى صناعة بولادة أول مصنع للقوارب المصنعة من الألياف الزجاجية في منطقة الشرق الأوسط.

## أعضاء المجموعة

### 1. الشعالي مارين
تعتبر الشعالي مارين إحدى الشركات العالمية الرائدة في مجال تصنيع القوارب واليخوت، فقط استطاعت خلال 25 سنة أن تتبوء فيها مكانة مرموقا بين نظيراتها في مجال الصناعة البحرية عن طريق منتج تميز بالقوة والفخامة والجودة العالمية.
تنفرد الشعالي مارين عالميا بأكبر مجموعة من القوارب واليخوت ذات الأحجام والفئات المختلفة لسعيها بشكل مستمر إلى تطوير أساليب عملها فهي اليوم تصدر 70% من منتجاتها إلى الأسواق العالمية. وتنتج حاليا مجموعة راقية من اليخوت التي لاقت رواجا عالميا، بالإضافة إلى مجموعة كبيرة من اليخوت السوبر والقوارب السريعة المخصصة كخفر السواحل، الدفاع المدني، حرس الحدود والقوات المسلحة لدول الخليج العربي وللإمم المتحدة.
المنتجات:
- قوارب النزهة، من 17 قدم ولغاية 39 قدم.
- قوارب الصيد من 22 قدم ولغاية 40 قدم.
- يخوت رياضية من 37 قدم ولغاية 47 قدم.
- يخوت رفاهية من 34 قدم ولغاية 98 قدم.
- يخوت سوبر من 75 قدم ولغاية 140 قدم.

### 2. الشعالي للتعليم
قامت مجموعة الشعالي مؤخرا بدخول قطاع التعليم بإقامة أحد أهم المدارس في إمارة عجمان وهي مدرسة عجمان الحديثة، والتي تعمل وفق المستويات التعليمية للنظام الأمريكي. تطمح المدرسة لرفع مستوى التعليم والنهوض بالمستوى الثقافي لدى الطلاب في المنطقة بالتركيز على مراحل نشأة الطفل من الروضة وحتى الثانوية العامة. وتسعى المدرسة لبناء جيل واع على أساس تربية شاملة.

### 3. الشعالي لسحب الألمنيوم
صناعات الشعالي هي العلامة التجارية المعتمدة لمصنع سحب الألمنيوم بطاقة 20 ألف طن في السنة ومقره في إمارة عجمان. تعمل الشركة على تغطية كافة احتياجات السوق من الألمنيوم المسحوب الذي يشمل قطع الألمنيوم الصغيرة والمعقدة التي تأخذ أشكالا صلبة كاملة وأخرى مفرغة أو شبه مفرغة، كما تعتبر صناعات الشعالي من الشركات الرائدة في إنتاج نظم الأبواب والنوافذ من قطاعات عدة، بالإضافة إلى المنتجات الصناعية والمستخدمة في ميادين الإنشاء كالمنصات والكماليات وغيرها.

### 4. الشعالي للإنشاء والتعمير
المصالح الإماراتية للإنشاء والتعمير M.E.C. هي الشركة المؤسسة في دولة الإمارات العربية المتحدة.
على مدى عقدين من الزمان قامت الشركة بتطوير أساليب الإنشاء المتبعة والمتعارف عليها في المنطقة وذلك لتقديم أعلى مستوى من الجودة لعملائها من خلال التقنيات الجديدة والمستحدثة في مجال الإنشاء. قامت الشركة بإنشاء أول برج -120- متر تقريبا على شاطئ إمارة عجمان والمملوك من قبل المجموعة ، وذلك لأن حوالي 60% من إيرادات الشركة من الأعمال والمشاريع التي تنفذها مجموعة الشعالي لخدمة مرافقها كالشعالي مارين، الشعالي لسحب الألمنيوم، الشعالي للتعليم والعقارات الخاصة.

### 5. الشعالي للزجاج
المعروف بمصنع بن حسين للزجاج والألمنيوم، الذي تأسس عام 1970.

## وصلات خارجية
- الشعالي مارين 1
- الشعالي مارين 2
- الشعالي تاور
- الشعالي لسحب الألومنيوم